# Park Narodowy Peneda-Gerês
Park Narodowy Peneda-Gerês (port. Parque Nacional da Peneda-Gerês), znany również jako Gerês – jedyny park narodowy w Portugalii. Znajduje się w regionie Norte, w północno-zachodniej Portugalii.
Park został utworzony 8 maja 1971 roku, ze względu na zainteresowanie państwowej i międzynarodowej społeczności naukowej, celem ochrony ziemi, wody, flory (na terenie parku można znaleźć endemiczne gatunki liliowatych i paprotników), fauny i krajobrazu, zachowania tych wartości dla ludzkości i zasobów naturalnych. Celem istnienia parku jest również edukacja i turystyka. Park jest częścią utworzonego w 2009 roku rezerwatu biosfery Gerês-Xurés, który jest transgraniczny z Hiszpanią. Wchodzi w skład ostoi ptaków IBA Gerês mountains (nie jest tożsama z Serra do Gerês).

## Geografia
Park Narodowy Peneda-Gerês położony jest w północno-zachodniej Portugalii, na terenach gmin: Melgaço, Arcos de Valdevez, Ponte da Barca, Terras de Bouro i Montalegre. Park ma powierzchnię 702,90 km², z czego 52,75 km² stanowi własność publiczną, 194,38 km² jest w rękach prywatnych, a pozostałe 455,77 km² ma status mieszany.
Zgodnie ze spisem ludności z 1991 roku, na terenie parku zamieszkiwało 9099 osób, o 16% mniej w porównaniu z poprzednim spisem z 1981, który wykazał 10 849 mieszkańców.
Przez terytorium parku ciągną się grzbiety gór Serra da Peneda, Serra Amarela i Serra do Gerês. Stanowią one barierę pomiędzy nizinami, leżącymi nad wybrzeżem morskim na zachodzie a terenami wyżynnymi na wschodzie. Najwyższymi szczytami są Nevosa (1546 m) i Altar dos Cabrões (1538 m) leżące blisko granicy z Hiszpanią.
Ważną cechą krajobrazu jest stała obecność wody. Małe strumienie i wodospady występują na zboczach prawie każdej góry, a cały park jest poprzecinany licznymi rzekami: Cávado, Lima, Homem, Rabagão, Castro Laboreiro i Arado. Prawie na każdej rzece stoją zapory wodne takie jak: Alto Rabagão, Paradela, Caniçada, Vilarinho das Furnas czy Lindoso.
Na obszarach wyżej położonych znajduje się kilkadziesiąt wiosek umiejscowionych w pobliżu ziem uprawnych. Tarasy rolne, powstałe w celu lepszego wykorzystania tych rzadkich ziem, oraz tradycyjne domy z granitowymi murami i dachami ze strzechy kształtują krajobraz wraz z niezatartymi, jeszcze harmonijnymi, śladami człowieka w niektórych z najbardziej izolowanych wiosek jak Pitões das Júnias czy Ermida.
Tereny wysoko położone osiągają średnią temperaturę ok. 10 °C, wahającą się od 4 do 14 °C; oraz średnie opady wynoszące ponad 2500 mm rocznie z więcej niż 130 deszczowymi dniami w ciągu roku. Zimą często występuje śnieg. Doliny rzek Homem i Cávado mają o wiele łagodniejszy klimat z temperaturami wahającymi się w granicach od 8 do 20 °C, średnią wynoszącą 14 °C, rocznymi opadami wynoszącymi 900 mm oraz 100 deszczowymi dniami w ciągu roku.

## Geologia
Góry na terenie parku powstawały w erze paleozoicznej, w okresie od 380 do 280 milionów lat temu, od dewonu  do permu. Szczyty górskie zbudowane są głównie ze skał granitowych, datuje się, że najstarsze z nich, na Amarela, powstały 310 milionów lat temu. Na obszarze tym występują złoża minerałów cyny, wolframu, molibdenu i złota, kiedyś eksploatowane w kopalniach Carris i Borrageiro, obecnie kopalnie te są nieczynne. Na północno-wschodnim krańcu, przy Castro Laboreiro, występują wychodnie łupków i kwarcu.
Niektóre doliny wykazują ślady obecności lądolodu z okresu ostatniego zlodowacenia w epoce plejstoceńskiej.

## Flora
Na terenach nizinnych występuje niezwykła bujność roślinności. Najbardziej powszechne są różne gatunki dębu (jak dąb szypułkowy, dąb pirenejski, dąb portugalski i inne), śliwy, ostrokrzewy, chróściny jagodnej i brzozy; w pobliżu rzek także cisy i brzoza brodawkowata. Niektóre lasy, takie jak Albergaria i Cabril, są szczególnie dobrze zachowane.
Wraz ze wzrostem wysokości, roślinność staje się coraz uboższa, zarówno ze względu na zaostrzony klimat, jak i zwiększającą się, od połowy XX wieku, presję człowieka. Znaleźć można tutaj takie rodzaje jak wrzosiec, kolcolist, szczodrzeniec i jałowiec.
Na terenie parku występują endemiczne gatunki liliowatych i paprotników.
Głównym produktem rolnym jest kukurydza.